# 五祖七真
五祖七真是道教全真道對教內五位祖師和七位真人的合稱。原為北五祖與北七真的合稱，指王玄甫、钟离权、吕洞宾、刘海蟾、王重阳五位全真祖師，加上後來馬丹陽、譚處端、劉處玄、丘處機、王處一、郝大通、孫不二七位真人。
隨著元代中後期流傳南方金丹派的與北方的全真教結合，原來的全真教被奉為「北宗」，而南方的金丹派則被奉為全真教的「南宗」，“五祖七真”亦衍生出新意涵。原本全真教的五祖七真被稱為「北五祖」和「北七真」，而南方內丹派的張伯端、石泰、薛式、陳楠及白玉蟾被奉為「南五祖」，若果再加上張伯端的弟子劉永年和白玉蟾的弟子彭鶴林，則合稱「南七真」。